# 米科拉伊夫卡镇级市镇 (苏梅州)
米科拉伊夫卡镇级市镇（烏克蘭語：Миколаївська селищна громада），是乌克兰东北部蘇梅州蘇梅區的市镇，行政中心为米科拉伊夫卡镇。市镇面积为457.35平方公里，2018年人口数量为10,213人。该市镇成立于2016年8月18日。

## 居民点
该市镇包括39个居民点：两个市级镇（米科拉伊夫卡镇、烏里揚尼夫卡），35个村庄和5个乡村居民点。